# Нико Турофф
Нико Турофф (англ. Nico Turoff, настоящее имя Николай Копичко; 6 декабря 1899, Кременчуг, Полтавская губерния — 22 июня 1978, Восточный Берлин) — немецкий актёр театра и кино.

## Биография
Родился в 1899 году в Кременчуге, Российская империя.
После Революции 1917 года оказался в Германии, где начал карьеру боксёра, а в 1925 году сменил профессию на киноактёра.
Благодаря своей фактуре — мускулистый, высокий, с мощным угловатым черепом — Турофф неизменно исполнял роли характерных крепких парней.
Пропагандистское кино Третьего рейха занимало его на ролях зловещих негативных персонажей.
После 1945 года в ГДР одним из самых занятых актёров-эпизодников в фильмах киностудии ДЕФА воплощая на экране сильных, трудолюбивых и хозяйственных работников; однако, его роли редко выходили за рамки эпизодов и часто даже не указывались в титрах.
Также в период ГДР активно играл в театре, в Берлинском театре имени Максима Горького, а также в Берлинском ансамбле.

Нико Турофф сыграл в постановках Берлинского ансамбля немого гостя в «Пурпурной пыли» О’Кейси, краснофлотца в «Оптимистической трагедии» Вишневского, солдата в «Швейке во Второй мировой войне» Брехта.
Оригинальный текст (нем.)Nico Turoff spielte am Berliner Ensemble den stummen Gast in O'Caseys „Purpurstaub“, in Wischnewskis „Optimistischer Tragödie" den Roten Matrosen und den Wachsoldaten in „Schweyk im zweiten Weltkrieg“ von Brecht.
— Theater der Zeit, 1967
Несмотря на то, что роли малые, они были заметны, его фотография в роли в спектакле Брехта попало на разворот журнала «LIFE».
Умер в 1978 году в Берлине.

## Избранная фильмография
За более чем 50-летнюю кинокарьеру в период 1925—1975 годов снялся в более 130 фильмах, в том числе:
В период Веймарской республики:
- 1927 — Мата Хари / Mata Hari, die rote Tänzerin — эпизод
- 1928 — Под фонарём / Unter der Laterne — эпизод
- 1928 — Ложный путь / Abwege — Сэм Тэйлор
- 1928 — Яхта семи грехов / Die Yacht der sieben Sünden — эпизод
- 1929 — Ядовитый газ / Giftgas — эпизод
- 1929 — Зов Севера / Der Ruf des Nordens — Иван
- 1930 — Цианид / Cyankali — Пауль
- 1932 — Тренк / Trenck — князь Потёмкин

В период Третьего Рейха:
- 1938 — Пур ле мерит / Pour le Mérite — содатский депутат
- 1939 — Кадеты / Kadetten — козак
- 1942 — ГПУ / G.P.U. — помощник Фрунзе
- 1942 — Атака на Баку / Anschlag auf Baku — английский агент

Во время ГДР:
- 1949 — Девица Кристина / Das Mädchen Christine — лейтенант
- 1952 — Непрошенные гости / Das verurteilte Dorf — фермер
- 1953 — Непобедимые / Die Unbesiegbaren — мебельщик
- 1953 — История маленького Мука / Die Geschichte vom kleinen Muck — эпизод
- 1954 — Эрнст Тельман — сын своего класса / Ernst Thälmann — Sohn seiner Klasse — эпизод
- 1954 — Шумные мелодии / Rauschende Melodien — слуга
- 1955 — Кульмский бык / Der Ochse von Kulm — кузнец
- 1956 — Томас Мюнцер / Thomas Müntzer — палач
- 1956 — Царь и плотник / Zar und Zimmermann — эпизод
- 1956 — Берлинский роман / Eine Berliner Romanze — эпизод
- 1957 — Травля до утра / Gejagt bis zum Morgen
- 1958 — Отверженные / Die Elenden — эпизод
- 1958 — Песня матросов / Das Lied der Matrosen — эпизод
- 1958 — Они звали его Амиго / Sie nannten ihn Amigo — эпизод
- 1959 — Интрига и любовь / Kabale und Liebe — эпизод
- 1960 — Безмолвная звезда / Der Schweigende Stern — эпизод
- 1961 — Деревянный телёнок / Das hölzerne Kälbchen — первый бедный крестьянин
- 1962 — Королевские дети / Königskinder — эпизод
- 1962 — Охота за сапогом / Die Jagd nach dem Stiefel — Вильгельм Ламмерс
- 1963 — Сегодня и в час моей смерти / Jetzt und in der Stunde meines Todes — Нико
- 1964 — Дороги борьбы / Als Martin vierzehn war — Пансе
- 1969 — На пути к Ленину / Unterwegs zu Lenin — эпизод
- 1969 — Смертельная ошибка / Tödlicher Irrtum — торговец
- 1974 — Избирательное сродство / Die Wahlverwandtschaften — садовник
- 1974 — Кит и компания / Kit & Co — Альтер Траппер
- 1973 — Цемент / Zement — работник
- 1976 — Страдания молодого Вертера / Die Leiden des jungen Werthers — эпизод